# Фрунзенська область
Фрунзенська область — колишня адміністративна одиниця Киргизької РСР, розташована в північній частині республіки. Існувала з 21 листопада 1939 по 27 січня 1959 року. Адміністративний центр області — місто Фрунзе. Тепер територія належить до Чуйської області.

## Історія
Утворена Указом Президії Верховної ради СРСР від 21 листопада 1939 як Фрунзенська область з центром у місті Фрунзе. Спочатку включала 11 районів: Будьонівський, Ворошиловський, Кагановичський, Калінінський, Кантський, Кемінський, Кіровський, Ленінпольський, Сталінський, Таласький і Чуйський. У 1942 році були утворені Івановський та Панфіловський райони, у 1944 році — Бистровський, Кизил-Аскерський, Петровський і Покровський.
У 1944 році Будьонівський, Кіровський, Ленінпольський, Покровський та Таласький райони були передані в новостворену Талаську область. У 1956 році Таласька область була ліквідована, і 5 вищезгаданих районів повернулися до складу Фрунзенської області.
У 1957 році Кагановичський район був перейменований на Сокулукський, а в 1958 році Ворошиловський район перейменували на Аламудунський.
У тому ж 1958 році були ліквідовані Будьонівський, Бистровський, Петровський і Покровський райони, а 27 січня 1959 ліквідовано і саму Фрунзенська область. Усі її райони перейшли у пряме республіканське підпорядкування Киргизької РСР.

## Керівництво Фрунзенської області

### Голови облвиконкому
1. Сидоркін Костянтин Павлович (листопад 1939 — листопад 1940)
2. Фадєєв Василь Васильович (194.1 — 194.2)
3. Туратбеков Досали (1944 — 1950)
4. Тургумбаєва Тілен (1950 — 1953)
5. Іманалієв Шадикан (березень 1953 — січень 1959)

### 1-і секретарі обкому КП Киргизії
1. Соловйов Сергій Кузьмич (листопад 1939 — 1941)
2. Васьков Олексій Іванович (вересень 1941 — 1943)
3. Колосов Петро Іванович (1943 — 1945)
4. Мамбетов Болот Мамбетович (1945 — 1951)
5. Дікамбаєв Кази Дікамбайович (листопад 1951 — березень 1958)
6. Скляров Михайло Петрович (березень 1958 — січень 1959)